# Deltocyathus
Genre
Deltocyathus est un genre de coraux durs de la famille des Deltocyathidae ou celle des Caryophylliidae.

## Liste d'espèces
Le genre Deltocyathus comprend les espèces suivantes :
| Selon World Register of Marine Species (30 juin 2015) : - Deltocyathus agassizi Pourtalès, 1867 - Deltocyathus andamanicus Alcock, 1898 - Deltocyathus calcar Pourtalès, 1874 - Deltocyathus cameratus Cairns, 1999 - Deltocyathus corrugatus Cairns, 1999 - Deltocyathus crassiseptum Cairns, 1999 - Deltocyathus eccentricus Cairns, 1979 - Deltocyathus halianthus Lindström, 1877 - Deltocyathus heteroclitus Wells, 1984 - Deltocyathus inusitiatus Kitahara & Cairns, 2009 - Deltocyathus italicus Michelotti, 1838 - Deltocyathus magnificus Moseley, 1876 - Deltocyathus moseleyi Cairns, 1979 - Deltocyathus murrayi Gardiner & Waugh, 1938 - Deltocyathus nascornatus Gardiner & Waugh, 1938 - Deltocyathus ornatus Gardiner, 1899 - Deltocyathus parvulus Keller, 1982 - Deltocyathus philippinensis Cairns & Zibrowius, 1997 - Deltocyathus pourtalesi Cairns, 1979 - Deltocyathus rotulus Alcock, 1898 - Deltocyathus sarsi Gardiner & Waugh, 1938 - Deltocyathus stella Cairns & Zibrowius, 1997 - Deltocyathus suluensis Alcock, 1902 - Deltocyathus taiwanicus Hu, 1987 - Deltocyathus varians Gardiner & Waugh, 1938 - Deltocyathus vaughani Yabe & Eguchi, 1932 | Selon ITIS (30 juin 2015) : - Deltocyathus agassizii De Pourtalès, 1867 - Deltocyathus andamanicus Alcock, 1898 - Deltocyathus calcar De Pourtalès, 1874 - Deltocyathus cameratus Cairns, 1999 - Deltocyathus corrugatus Cairns, 1999 - Deltocyathus crassiseptum Cairns, 1999 - Deltocyathus eccentricus Cairns, 1979 - Deltocyathus halianthus Lindström, 1877 - Deltocyathus heteroclitus Wells, 1984 - Deltocyathus italicus Michelotti, 1838 - Deltocyathus magnificus Moseley, 1876 - Deltocyathus moseleyi Cairns, 1979 - Deltocyathus murrayi Gardiner & Waugh, 1938 - Deltocyathus nascornatus Gardiner & Waugh, 1938 - Deltocyathus ornatus Gardiner, 1899 - Deltocyathus parvulus Keller, 1982 - Deltocyathus philippinensis Cairns & Zibrowius, 1997 - Deltocyathus pourtalesi Cairns, 1979 - Deltocyathus rotulus Alcock, 1898 - Deltocyathus sarsi Gardiner & Waugh, 1938 - Deltocyathus stella Cairns & Zibrowius, 1997 - Deltocyathus suluensis Alcock, 1902 - Deltocyathus taiwanicus Hu, 1987 - Deltocyathus varians Gardiner & Waugh, 1938 - Deltocyathus vaughani Yabe & Eguchi, 1932 - Deltocyathus vincentinus Dennant, 1904 |